# Stephen Wall
Sir Stephen Wall, GCMG, LVO (* Januar 1947) ist ein britischer Diplomat.

## Leben
Stephen Wall besuchte die Douai School und das Selwyn College, Cambridge, und trat 1968 in den Diplomatischen Dienst ein.
Er begann seine Tätigkeit in der Botschaft in Washington, D.C. und ging dann in den persönlichen Stab der Außenminister David Owen und Lord Carrington. Nach einer erneuten Tätigkeit in Washington wurde er wieder als Private Secretary im Außenministerium  von 1988 bis 1991 bei Geoffrey Howe, John Major und Douglas Hurd tätig und war danach bis 1993 bei Premierminister John Major für außenpolitische Fragen zuständig. 
Danach ging er als Botschafter nach Lissabon und war von 1995 bis 2000 britischer Botschafter bei der Europäischen Union. Ab 2005 war er Beiratsmitglied des University College London (UCL) und war von 2008 bis 2014 dessen Vorsitzender.
Er erhielt einen Ehrendoktor der University of Birmingham. 2014 erklärte er in der Öffentlichkeit, dass er schwul sei.

## Schriften
- A Stranger in Europe: Britain and the EU from Thatcher to Blair. Oxford : Oxford University Press, 2008.
- The official history of Britain and the European Community. / Volume II, From rejection to referendum, 1963-1975. London : Routledge, 2013.